# RS-422
RS-422 is net zoals RS-232 een seriële aansluiting. De grootste verschillen met RS-232 zijn:
- een grotere maximale kabellengte (tot 1200 m). Maximum gegevensoverdracht snelheid is 10 Mbit/s bij een kabellengte van 12 m en tot 100 kbit/s bij een kabellengte van 1200 m.
- de busstructuur, waardoor er meerdere apparaten met elkaar kunnen communiceren: één zender met maximaal tien ontvangers.
- minder storingsgevoelig door het gebruik van differentiële spanningen

Omwille van deze grotere toegestane kabellengte wordt RS-422 vaak gebruikt om een RS-232-signaal, via omvormers, over een grotere afstand te transporteren.